# Schleicher ASH 26
Die Schleicher ASH 26 ist ein einsitziges Segelflugzeug in FVK-Bauweise mit 18 Metern Spannweite. Es hat Wölbklappen und ein einziehbares Fahrwerk und ist auf schnellen Leistungssegelflug ausgelegt. Fast alle der seit dem Erstflug 1993 ausgelieferten Schleicher ASH 26 verfügen über ein Klapptriebwerk. Der Segelflug-Index beträgt 119 (ursprünglich 120 und im Jahr 2012 auf 117 abgesenkt).

## Geschichte
Mit den BL- und CL-Versionen der Schleicher ASW 20 hatte sich in den 1980er-Jahren für den Flugzeughersteller Alexander Schleicher gezeigt, dass eine große Nachfrage nach Flugzeugen mit ca. 18 Metern Spannweite bestand als Kompromiss zwischen nur 15 Metern in der 15-m-Klasse und Spannweiten von über 20 Metern in der Offenen Klasse, die das Handling am Boden erschweren. Deswegen wurde von den Konstrukteuren Martin Heide und Gerhard Waibel die ASH 26 entwickelt. Da außerdem eine große Nachfrage nach Segelflugzeugen mit Klapptriebwerk bestand (und immer noch besteht), wurde ein AE-50R-Wankelmotor der Midwest Engine Corporation in die Konstruktion direkt mit einbezogen. Der Trend nach 18-Meter-Flugzeugen hatte sich so verfestigt, dass die FAI 1997 die 18-m-Klasse als neue Wettbewerbsklasse einführte, für welche die Schleicher ASH 26 seitdem gebaut wird.

## Konstruktion
Das Cockpit ist als Sicherheitscockpit ausgelegt, das heißt bei einem Unfall wird es so zerstört, dass es dabei den größten Teil der Energie aufnimmt und so den Piloten schützt, ähnlich der Knautschzone bei Autos.
Die Schleicher ASH 26 ist ein Mitteldecker und hat Wölbklappen, nach oben ausfahrende Luftbremsen und Wasserballasttanks in den Flügeln. Das Profil DU 89-134/14 ist ein Laminarprofil, dessen laminare Laufstrecke durch Blasturbulatoren auf der Flügelunterseite auf ca. 97 % erhöht wird. Dadurch werden sehr gute Schnellflugeigenschaften erreicht. Optional sind 0,45 m hohe Winglets lieferbar.
Das gefederte Hauptrad ist über einen Hebel an der rechten Cockpitwand mechanisch einziehbar und ist mit einer hydraulisch betätigten Scheibenbremse ausgestattet, unter dem Leitwerk befindet sich ein richtungsfestes oder lenkbares Spornrad.
Das T-Leitwerk besteht aus einer Höhenflosse, dem mittels einer Federtrimmung trimmbaren Höhenruder und dem Seitenleitwerk.
Die Antriebseinheit der Schleicher ASH 26E (E für Engine) besteht aus einem Einscheiben-Wankelmotor der Firma Mid-West mit einer Leistung von 37 kW (50 PS) bei 7500/min mit einem Kammervolumen von 294 cm³. Dieser Motor wurde eigentlich für ein Norton-Motorrad entwickelt. Dadurch ist die Schleicher ASH 26E eigenstartfähig. Der Erstflug erfolgte am 27. Juni 1996. Der Propeller wird von der Firma Schleicher selbst hergestellt und im Segelflugbetrieb in den Rumpf geklappt. Der Motor verbleibt im Unterschied zu anderen Segelflugzeugen (zum Beispiel der DG-500M) im Rumpf, was bei einem Motorausfall zu wesentlich geringerem Eigensinken führt als bei Motoren, die mit dem Propeller ausklappen. Ermöglicht wird dies durch einen faltbaren Zahnriemen.

## Technische Daten
| Kenngröße                       | ASH 26E         | ASH 26          |
| ------------------------------- | --------------- | --------------- |
| Besatzung                       | 1               | 1               |
| Spannweite                      | 18 m            | 18 m            |
| Flügelfläche                    | 11,68 m²        | 11,68 m²        |
| Flügelstreckung                 | 27,74           | 27,74           |
| Rumpflänge                      | 7,05 m          | 7,05 m          |
| Rumpfhöhe am Cockpit            | 0,877 m         | 0,877 m         |
| Cockpitbreite                   | 0,66 m          | 0,66 m          |
| Leitwerkshöhe ab Rumpfoberkante | 1,25 m          | 1,25 m          |
| Flügelprofil                    | DU 89-134/14    | DU 89-134/14    |
| Leermasse mit Mindestausrüstung | ca. 360 kg      | ca. 270 kg      |
| max. Startmasse                 | 525 kg          | 525 kg          |
| min. Flächenbelastung           | 37 kg/m²        | 30 kg/m²        |
| max. Flächenbelastung           | 45 kg/m²        | 45 kg/m²        |
| Zuladung Cockpit max.           | 110 kg          | 110 kg          |
| Höchstgeschwindigkeit           | 270 km/h        | 270 km/h        |
| Mindestgeschwindigkeit          | 71 km/h         | 65 km/h         |
| Sturzflugbremsen ausfahren      | bis 270 km/h    | bis 270 km/h    |
| geringstes Sinken               | 0,48 m/s        | 0,44 m/s        |
| Gleitzahl                       | >47 bei 85 km/h | >47 bei 85 km/h |

Antrieb
| Kenngröße             | Mid-West (I)AE 50R         |
| --------------------- | -------------------------- |
| Typ                   | 1-Scheiben-Wankelmotor     |
| Leistung              | 37 kW (50 PS) bei 7500/min |
| Kammervolumen         | 294 cm³                    |
| Verbrauch Reiseflug   | 12,8 l/h                   |
| Propeller-Durchmesser | 1,53 m                     |
| Reisegeschwindigkeit  | ca. 135 km/h               |
| bestes Steigen        | 3 m/s bei 95 km/h          |
| Startrollstrecke      | ca. 160 m                  |
| Reichweite            | ca. 680 km                 |